# Жичково
Жичково (пол. Rzyczkowo) — село в Польщі, у гміні Мейська Ґурка Равицького повіту Великопольського воєводства.
Населення — 141 особа (2011).
У 1975-1998 роках село належало до Лешненського воєводства.

## Демографія
Демографічна структура станом на 31 березня 2011 року:
|          | Загалом | Допрацездатний вік | Працездатний вік | Постпрацездатний вік |
| -------- | ------- | ------------------ | ---------------- | -------------------- |
| Чоловіки | 70      | 20                 | 42               | 8                    |
| Жінки    | 71      | 19                 | 36               | 16                   |
| Разом    | 141     | 39                 | 78               | 24                   |